# واین (کامیونیتی)، ویسکانسین
واین (به انگلیسی: Wien) یک منطقهٔ مسکونی در ایالات متحده آمریکا است که در شهرستان ماراتون، ویسکانسین واقع شده‌است. واین ۴۰۲٫۹۵ متر بالاتر از سطح دریا واقع شده‌است.